# Leptobelus nigris
Leptobelus nigris är en insektsart som beskrevs av William D. Funkhouser 1929. Leptobelus nigris ingår i släktet Leptobelus och familjen hornstritar. Inga underarter finns listade i Catalogue of Life.